# Хладник, Франц
Франц де Паула Хладник (29 марта 1773, Идрия, Крайна, Австрийская империя — 25 ноября 1844, Лайбах Габсбургская монархия (ныне Любляна) — словенский ботаник, педагог, профессор. Основатель и первый руководитель Ботанического сада Любляны (Botanični vrt Univerze v Ljubljani — Ботанический сад университета Любляны) в 1810 году.

## Биография
Родился в семье чиновника горного департамента. Изучал философию и богословие. В 1796 был рукоположен. Из-за слабого здоровья не смог служить священником, и в том же году он начал работать в библиотеке Лайбахского лицея. В течение сорока лет учительствовал в различных школах Лайбаха. В 1803 году был директором Педагогического училища, с 1807 года — префект средней школы.
Страдал от болезни глаз, в последние годы жизни ослеп. За свою долгую педагогическую деятельность был отмечен императорской наградой. Во время французской аннексии Иллирийских провинций Хладник был назначен профессором ботаники и естествознания Центральной школы Лайбаха и получил участок земли, предназначенный для выращивания флоры Крайны. Вскоре здесь насчитывалось 600 видов местных растений.
В 1810 году совместно с французским маршалом Огюст Мармон, первым генерал-губернатором Иллирийских провинций основал Ботанический сад Любляны, ныне главный ботанический сад страны и старейший ботанический сад в юго-восточной Европе. Весной 1810 начал пересадку растений, которые выращивались ранее в саду лицея. Всего было высажено около 2000 видов растений из многих уголков Крайны, в том числе из окрестностей Любляны и Идрии, с Караванке и Альп.
Занимаясь ботаническим садом, читал лекции по ботанике и в течение тридцати лет проводил отпуска, исследуя флору Крайны.
Завещал свою ботаническую коллекцию Публичному музею Рудольфинум, основанному в Любляне в 1831 году. . Среди учеников Хладника был Александр Скофиц, основатель австрийского ботанического журнала Österreichische botanische Zeitschrift.
Ф. Гладник — систематик живой природы, первооткрыватель нескольких новых видов растений, некоторые были названы его именем (например Hladnikia Pastinacifolia).
Похоронен в Навье на кладбище Святого Христофора в Любляне.

## Память
В 2010 году выпущена монета достоинством €2 Словения 200 лет Ботаническому саду Любляны. На внутреннем диске монеты изображено соцветие хладникии (названо в честь основателя сада — Франца Хладника), слева в две строки полукругом указано латинское название растения: «HLADNIKIA PASTINACIFOLIA». Текст вдоль верхнего края диска: «200 LET • BOTANIČNI VRT • LJUBLJANA» («200 ЛЕТ • БОТАНИЧЕСКИЙ САД • ЛЮБЛЯНА»), снизу указано название государства-эмитента и год выпуска монеты «SLOVENIJA 2010». По кругу внешнего кольца расположены 12 звёзд..